# Karsten Braasch
Karsten Braasch (Marl, 14 de julio de 1967) es un exjugador de tenis alemán que llegó a ocupar el puesto 38 del ranking mundial en individuales y el 36 en dobles. Conquistó 6 títulos de dobles en su carrera y alcanzó una final en individuales, logrando casi 1.5 millones de dólares en premios.

## "Guerra de sexos" con las hermanas Williams
En el Abierto de Australia de 1998, las hermanas Serena y Venus Williams se propusieron derrotar a un tenista profesional masculino para demostrar que podían participar en el circuito masculino de la ATP. Pidieron jugar contra un tenista alrededor del puesto 200 en la clasificación de la ATP, y Braasch se ofreció, puesto que ocupaba el puesto 203 en ese momento.
En la misma mañana, Braasch jugó por separado contra las dos hermanas, derrotando claramente a ambas por 6-1 y 6-2, respectivamente. Braasch, conocido en el circuito de la ATP por su fuerte adicción al tabaco, declaró que antes de jugar contra las hermanas Williams había consumido una cantidad ingente de cigarrillos y un litro de cerveza con soda. El resultado del experimento acalló durante un tiempo la posibilidad de que las mejores jugadores de la WTA pudieran participar en el circuito profesional masculino. 

## Torneos ATP

### Individuales

#### Finalista
- 1994: Rosmalen (pierde ante Richard Krajicek)

### Dobles

#### Títulos
| Leyenda                |
| Grand Slam (0)         |
| Tennis Masters Cup (0) |
| ATP Masters Series (0) |
| ATP Tour (6)           |

| N.º | Fecha | Torneo    | Superficie    | Pareja           | Oponentes en la final          | Resultado         |
| --- | ----- | --------- | ------------- | ---------------- | ------------------------------ | ----------------- |
| 1.  | 1997  | Halle     | Césped        | Michael Stich    | David Adams Marius Barnard     | 7-6 6-3           |
| 2.  | 2001  | Båstad    | Tierra batida | Jens Knippschild | Simon Aspelin Andrew Kratzmann | 7-6(3) 4-6 7-6(5) |
| 3.  | 2001  | Hong Kong | Dura          | André Sá         | Petr Luxa Radek Štěpánek       | 6-0 7-5           |
| 4.  | 2002  | Milán     | Moqueta       | Andrei Olhovskiy | Julien Boutter Max Mirnyi      | 3-6 7-6(5) 12-10  |
| 5.  | 2002  | Estoril   | Tierra batida | Andrei Olhovskiy | Simon Aspelin Andrew Kratzmann | 6-3 6-3           |
| 6.  | 2003  | Bucarest  | Tierra batida | Sargis Sargsian  | Simon Aspelin Jeff Coetzee     | 7-6(7) 6-2        |